# Geogarypus mirei
Espèce
Geogarypus mirei est une espèce de pseudoscorpions de la famille des Geogarypidae.

## Distribution
Cette espèce se rencontre au Tchad. Elle a été introduite aux îles Canaries.

## Étymologie
Cette espèce est nommée en l'honneur de Philippe Bruneau de Miré.

## Publication originale
- Heurtault, 1970 : Pseudoscorpions du Tibesti (Tchad). I. Olpiidae. Bulletin du Muséum National d'Histoire Naturelle, Paris, sér. 2, vol. 41, p. 1164-1174.